# 1999 JC132
1999 JC132, também escrito como 1999 JC132, é um objeto transnetuniano que está localizado no cinturão de Kuiper, uma região do Sistema Solar. Este corpo celeste é classificado como um plutino, pois, o mesmo está em uma ressonância orbital de 2:3 com o planeta Netuno. Ele possui uma magnitude absoluta de 8,7 e, tem um diâmetro estimado com cerca de 80 km.

## Descoberta
1999 JC132 foi descoberto no dia 10 de maio de 1999 pelos astrônomos R. L. Allen, G. Bernstein e P. Guhathakurta.

## Órbita
A órbita de 1999 JC132 tem uma excentricidade de 0.244 e possui um semieixo maior de 39.531 UA. O seu periélio leva o mesmo a uma distância de 29.902 UA em relação ao Sol e seu afélio a 49.159.